# Lee Beachill
Lee Beachill, né le 28 novembre 1977 à Huddersfield, est un joueur professionnel de squash représentant l'Angleterre. Il fut le premier joueur anglais numéro un en octobre 2004 quand il termina finaliste du championnat du monde.

## Palmarès

### Titres
- US Open : 2 titres (2004, 2005)
- Qatar Classic : 2003
- Open des Bermudes de squash 2004
- Open de Pittsburgh : 2001
- Championnats britanniques : 3 titres (2001, 2002, 2005)
- Championnats d'Europe par équipes : 9 titres (1999, 2001, 2002, 2003, 2004, 2005, 2006, 2007, 2008)
- Championnats du monde par équipes : 2 titres (2005, 2007)
- Championnats britanniques : 3 titres (2001, 2002, 2005)
- Championnats d'Europe junior : 1996

### Finales
- Championnats du monde : 2004
- Qatar Classic : 2004
- Virginia Pro Championships : 2007
- Open de Hongrie : 2006
- Windy City Open : 1998
- Championnats britanniques : 4 finales (2003, 2004, 2006, 2008)